# Rubus boyntonii
Rubus boyntonii är en rosväxtart som beskrevs av William Willard Ashe. Rubus boyntonii ingår i släktet rubusar, och familjen rosväxter. Inga underarter finns listade i Catalogue of Life.